# Velîkîi Mîtnîk, Hmilnîk
Velîkîi Mîtnîk (în ucraineană Великий Митник) este localitatea de reședință a comunei Velîkîi Mîtnîk din raionul Hmilnîk, regiunea Vinnița, Ucraina.

## Demografie
Componența lingvistică a localității Velîkîi Mîtnîk
     Ucraineană (99,04%)
     Alte limbi (0,96%)
Conform recensământului din 2001, majoritatea populației localității Velîkîi Mîtnîk era vorbitoare de ucraineană (99,04%), existând în minoritate și vorbitori de alte limbi.